# Protoxaea gloriosa
Protoxaea gloriosa là một loài Hymenoptera trong họ Andrenidae. Loài này được Fox mô tả khoa học năm 1893.